# Edoardo Gellner
Eduard Walter Gellner, meglio conosciuto come Edoardo Gellner (Abbazia, 20 gennaio 1909 – Belluno, 10 dicembre 2004) è stato un architetto italiano di origini austriache, noto in particolare per il progetto del Villaggio Residenziale Eni di Borca di Cadore, di cui la chiesa è stata progettata in collaborazione con Carlo Scarpa.
Di notevole interesse anche l'ex palazzo delle Poste di Cortina d'Ampezzo.

## Biografia
Si laureò in architettura nel 1945. Nel 1946 divenne membro dell'Associazione per l'Architettura Organica (APAO), mentre dal 1948 fu membro effettivo dell'Istituto Nazionale di Urbanistica (INU), per il quale fu vicepresidente nella sezione Veneta dal 1958 al 1967 e consigliere nazionale dal 1958 al 1969.
Iniziò ad essere conosciuto a livello internazionale negli anni 1950 per alcune opere di architettura pensate per i giochi olimpici invernali di Cortina d'Ampezzo 1956, tra queste il palazzo della Telve, la società telefonica del Triveneto, realizzato da Gellner tra il 1953 e il 1955, che durante i Giochi fu utilizzato dai giornalisti di tutto il mondo. Nel 1960 fu tra i fondatori dell'Istituto Nazionale di Architettura (IN/ARCH).

## Premi e onorificenze
- Premio Nazionale IN/ARCH per il Villaggio Sociale ENI a Borca di Cadore (1963)[2]
- Socio onorario dell'Istituto Nazionale di Architettura e Urbanistica Montana (1971)
- Premio Gambrinus - Giuseppe Mazzotti per il libro Architettura nelle Dolomiti Venete (1988)
- Premio Internazionale di Architettura Contemporanea Alpina (Premio d'Onore per l'opera svolta nel campo dell'architettura, dell'urbanistica e della ricerca; 1999)
- Targa di benemerenza del Consiglio Nazionale Architetti Pianificatori Paesaggisti e Conservatori (2003)